# Cognomi campani
I cognomi campani sono cognomi tipicamente diffusi in Campania e nelle sue province e comuni.

## Origine
L'uso dei cognomi in Campania risale al periodo compreso tra il IV e il III secolo a.C., quando i suoi territori passarono sotto il dominio di Roma. Il cognomen romano entrò in disuso a seguito delle invasioni barbariche, che nel 476 determinarono la caduta dell'Impero, che in Campania vide tra gli altri il dominio di Goti e Longobardi. Il ritorno all'uso dei cognomi si verificò nel X secolo, quando Napoli e tutta l'Italia meridionale passarono sotto il dominio normanno, ma riguardò esclusivamente le famiglie nobili.
I cognomi formatisi in epoca normanna, generalmente traevano origine dal nome del capostipite; tra i patronimici sorti nel periodo normanno vi furono Amicone, Berardo, Borrello, Guarino, Lupis, Maio, Miranda, Ranieri, Troisi. Dopo il XIII secolo, l'uso del cognome si diffuse anche tra gli strati meno abbienti della popolazione, in forte crescita, per poi divenire obbligatorio con il Concilio di Trento del 1564, al fine di evitare matrimoni tra consanguinei.

## Caratteristiche
I cognomi delle famiglie residenti in Campania hanno delle loro peculiarità. Il più diffuso è Esposito - concentrato soprattutto nella città metropolitana di Napoli - che deriva dal latino expositus, ovvero "esposto", che veniva assegnato ai neonati abbandonati alla nascita. Il primo Esposito della storia, fu registrato presso l'Ospedale dell'Annunziata il 1º gennaio 1623, e si trattava di Fabritio, di anni due. L'assegnazione di questo cognome avvenne fino ai primi dell'Ottocento, in epoca napoleonica, quando Gioacchino Murat, considerando quel cognome come un marchio infamante, diede disposizione che i bambini abbandonati non fossero più chiamati Esposito, ma che tutti quelli lasciati nella ruota in un certo giorno ricevessero un nome di fantasia.
La maggior parte dei cognomi campani sono di forma singolare, e ciò è dovuto alle abitudini di trascrizione notarili. Altra loro importante caratteristica è la presenza dei suffissi -iello, -uolo, -illo e -icchio, come pure della preposizione De che precede un prenome.
Numerosi cognomi campani derivano da soprannomi dialettali legati a caratteristiche fisiche del capostipite, come Capuozzo, Caputo, Caruso, Coppola, Cozzolino, Fusco, Gargiulo, Longo, Luongo, Palumbo, Picariello, Ruotolo, Russo, Varriale. Tra i cognomi derivati da soprannomi legati a mestieri figurano invece Abate (o Abbate), Castaldo, Iodice, Monaco, Pastore, Piscopo (o De Piscopo), Senatore. Importante è anche la presenza di cognomi derivati da prenomi, come Annunziata, Bruno, Cirillo, Giordano, Romano, Ruggiero, Santoro, Vitale, molti dei quali preceduti dalla preposizione De, come D'Angelo, De Filippo, De Luca, De Lucia, De Rosa, De Simone, De Stefano.
In Campania sono presenti anche cognomi di origine etnica come Formisano, Franzese, Greco, Napolitano e Sorrentino, o quelli derivati da toponimi come Aiello.

## Frequenza
I venti cognomi più diffusi in Campania sono:
| Pos. | Cognome    | Diffusione |
| ---- | ---------- | ---------- |
| 1    | Esposito   | 13.109     |
| 2    | Russo      | 10.017     |
| 3    | Romano     | 5.418      |
| 4    | Coppola    | 4.559      |
| 5    | De Rosa    | 3.858      |
| 6    | Sorrentino | 3.516      |
| 7    | Giordano   | 3.401      |
| 8    | De Luca    | 3.132      |
| 9    | Ferrara    | 3.124      |
| 10   | Ruggiero   | 2.880      |
| 11   | Fusco      | 2.803      |
| 12   | Marino     | 2.772      |
| 13   | Napolitano | 2.727      |
| 14   | Gargiulo   | 2.687      |
| 15   | Gallo      | 2.598      |
| 16   | Izzo       | 2.488      |
| 17   | Vitale     | 2.484      |
| 18   | De Simone  | 2.423      |
| 19   | Palumbo    | 2.415      |
| 20   | Cirillo    | 2.323      |

### Frequenza per singole aree
| Area      | I 20 cognomi più diffusi, in ordine decrescente |
| --------- | --- |
| Avellino  | Russo - Napolitano - Grasso - Iannaccone - Guerriero - Picariello - Romano - Coppola - Esposito - Capone - De Vito - Festa - Guarino - De Simone - Caruso - Spagnuolo - Lo Conte - Luongo - Nigro - De Stefano          |
| Benevento | Russo - Lombardi - Izzo - Romano - Fusco - Ruggiero - Massaro - Parente - Maio - De Luca - Caporaso - Rossi - Grasso - Varricchio - Caruso - Pepe - Iannotta - Rapuano - Ricci - Zollo                                  |
| Caserta   | Russo - Esposito - Natale - Fusco - Diana - De Lucia - Izzo - Merola - Piscitelli - Marino - De Rosa - Ferrara - D'Angelo - Romano - Piccirillo - Barbato - Iodice - Papa - Palmieri - Pagano                           |
| Napoli    | Esposito - Russo - Romano - Coppola - Sorrentino - De Rosa - Gargiulo - De Luca - Cozzolino - Napolitano - Scognamiglio - Capasso - Cirillo - De Simone - Giordano - Castaldo - Ruggiero - Vitiello - Ferrara - Palumbo |
| Salerno   | Esposito - Russo - Giordano - Senatore - Ferrara - Pepe - Coppola - Romano - Ruggiero - Landi - Apicella - Marino - Sorrentino - Gallo - Vitale - Grimaldi - De Rosa - Lamberti - Amato - Pagano                        |